# Dargeochaeta bangeni
Dargeochaeta bangeni är en fjärilsart som beskrevs av François Louis Nompar de Caumont de Laporte 1973. Dargeochaeta bangeni ingår i släktet Dargeochaeta och familjen nattflyn. Inga underarter finns listade i Catalogue of Life.